# Wasserschloss Unsleben

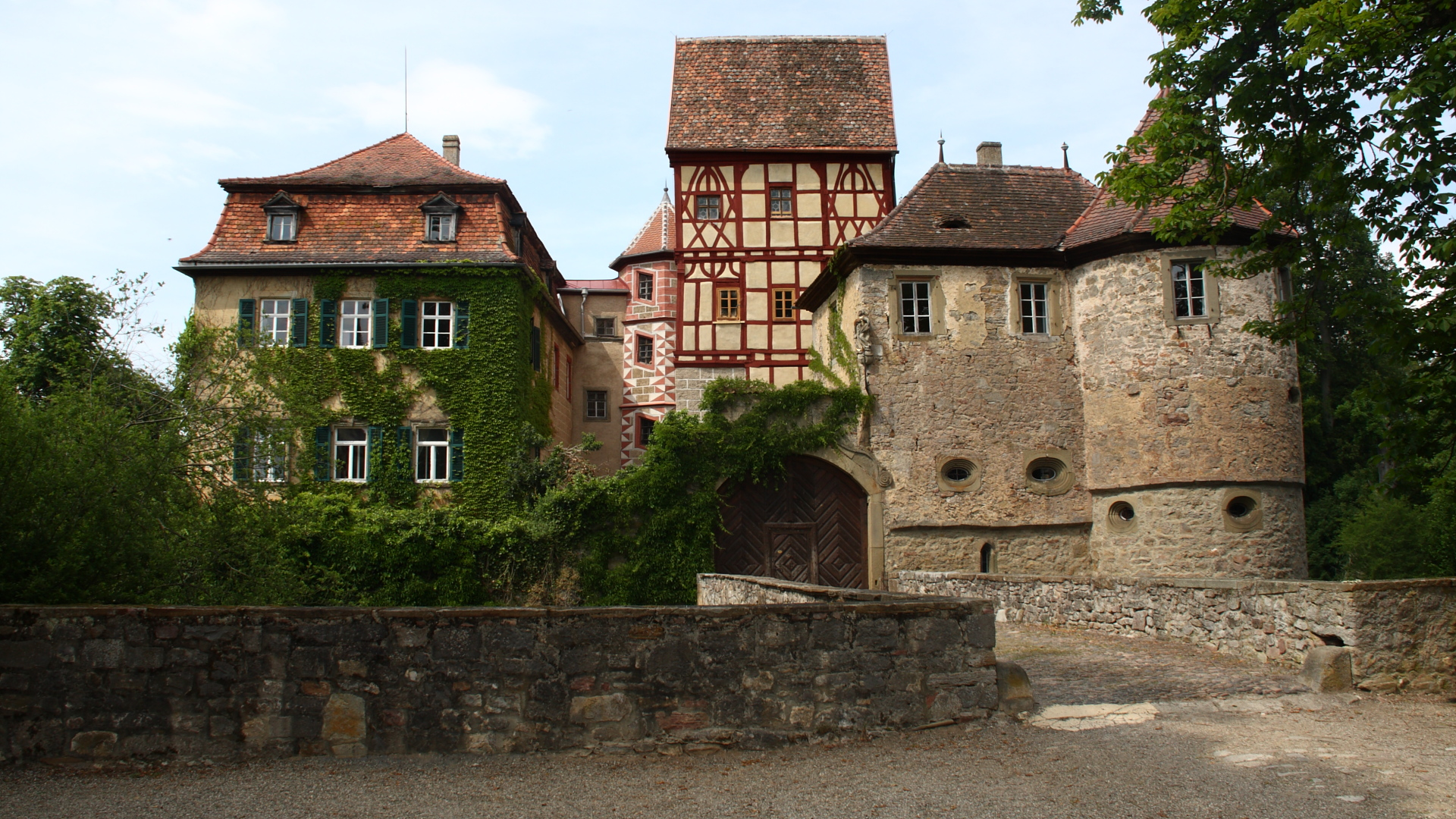
Wasserschloss Unsleben von Süden

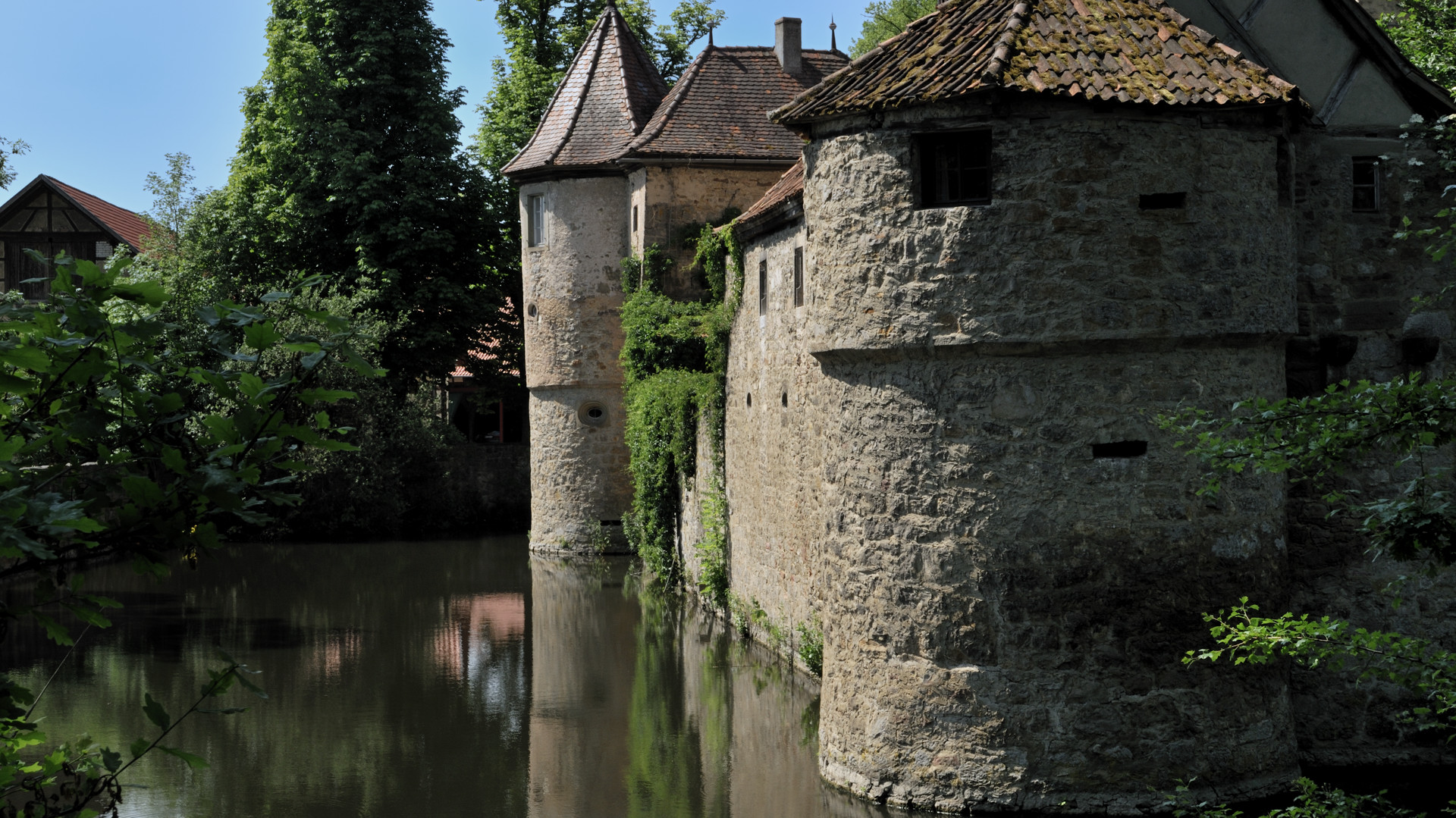
Ostteil des Schlossgrabens

Das Wasserschloss Unsleben in Unterfranken ist ein bedeutender fränkischer Rittersitz in Bayern gewesen. Es liegt am nordöstlichen Rande des Dorfes Unsleben (Landkreis Rhön-Grabfeld) im Überschwemmungsgebiet des Flusses Streu. Von der Streu zweigt der Mühlgraben ab, der den Schlossgraben speist und ihn umfließt.

## Beschreibung
Das Wasserschloss Unsleben ist eine zweiflüglige Anlage mit einem Verbindungstrakt und einem Treppenturm, der die beiden Flügel erschließt. Der Ostflügel besteht aus zwei Fachwerkgeschossen die auf einem Steingeschoss sitzen. Der Westflügel wird durch ein barockes Mansarddach abgeschlossen. Am Ostflügel steht an einem Tor im Erdgeschoss die Jahreszahl 1527. Neben dem Hauptgebäude befindet sich ein einstöckiges Wirtschaftsgebäude mit der Jahreszahl 1613.
Umgeben ist das Schloss von einer Zwingeranlage mit ehemals vier Rundtürmen, wovon heute nur noch zwei erhalten sind. In einem ist die Schlosskapelle zum Teil integriert. Über dem Tor prangt eine leere Wappenkartusche und die Jahreszahl 1737.

## Geschichte
Um 1160 wird Helwicus de Usleybe erwähnt, der vermutlich eine Turmhügelburg bewohnte, deren Turm sich in der Nordost-Ecke der jetzigen Burg befindet.
Mit dem Aussterben der Ritter von Unsleben kam der Besitz über deren Tochter Margarete an Christoph Truchsess von Wetzhausen. Unter den Freiherrn von Truchsess wurde die Burg vergrößert und die Kapelle sowie der Zwinger mit den vier Ecktürmen errichtet.
1525 plünderten und brannten die Bauern des Bildhäuser Haufens die Burg nieder, die aber zwei Jahre später bereits wiederhergestellt war. 1560 erweiterte Wilhelm von Truchsess den Ostflügel in Fachwerk. Seine Tochter Ursula heiratete Wilhelm von Speßhardt, Amtmann zu Meiningen und Maßfeld. Sie erbauten die Wendeltreppe, erneuerten die Kapelle und überzogen das ganze Schloss mit einem Quaderputz, wie er im Innenhof noch erhalten ist.
Hoch verschuldet, mussten die Freiherren von Speßhardt den Besitz 1727 an den Freiherrn von Gebsattel veräußern. Dieser verkaufte ihn 1741 an den würzburgischen Hofkanzler Cornelius Freiherr von Habermann weiter. Der gerade geadelte Jurist barockisierte den Westflügel, entfernte die Verbindung der beiden Flügel und ersetzte die Zugbrücke durch eine steinerne Brücke.
Sein Urenkel Gustav, Reichstagsabgeordneter, errichtete 1848 die meisten Hofgebäude; sein Sohn Hugo von Habermann (1849–1929), Professor an der Münchner Akademie der Schönen Künste und Mitbegründer der Münchener Secession, restaurierte um 1900 das Fachwerk, sowie die Innenräume des Ostflügels.
Über eine Tochter des Malers Hugo von Habermann des Jüngeren (1899–1981) gelangte der Besitz an die Grafen von Waldburg-Wolfegg.